# Rino (roggia)
La  roggia Rino (dialetto cremasco: al Rì) è una tra le più antiche rogge irrigue della provincia di Cremona, di origine sorgiva e di colo. In passato ebbe funzioni di difesa della città di Crema.

## Storia
Le origini di questa roggia sono assai incerte e si perdono nel tempo. In un contributo di E. Moro del 1996 si ipotizza la sua esistenza già in epoca longobarda contribuendo con la scomparsa roggia Crema a impinguare le fosse della città di Crema.
Secondo lo Zavaglio il corso d'acqua era in origine disalveolato, le sue acque divagavano in paludi e furono i benedettini a canalizzarlo bonificando il territorio circostante.
Di fatto, studiando le fonti d'archivio il Rino ancora non compare nel 1361, l'anno di un minuzioso elenco di strade e ponti descritto in una convenzione tra i consoli delle porte della città di Crema.
Compare per la prima volta nel 1454 in una delibera per la riparazione di un ponte sulla strada per Capralba, sebbene non è dato sapere quale.
Nella prima carta che riproduce il cremasco, il "Desegno de Crema et del Cremascho" ora al museo Correr di Venezia e risalente al XV secolo la roggia vi compare, partendo dalle fosse di Caravaggio e scendendo verso Crema secondo un tracciato pressoché uguale a quello attuale.
Una volta giunto presso Crema un tempo il Rino entrava in città sdoppiandosi: un anello ricalcava il tracciato delle fosse dell'epoca dell'assedio di Crema da parte del Barbarossa, ma è stato tombinato a partire dal 1946.
Suggestivi dovevano essere alcuni angoli come via Verdi: foto dell'epoca ci mostrano la roggia affiancata da due filari d'alberi. Sul medesimo luogo nel dopoguerra fu costruito il mercato coperto.
Sull'uso irriguo della roggia non esistono documenti antecedenti al XVIII secolo: solo a partire dal 1739 si hanno notizie su sindacati, sindaci e consorzi di gestione. Il Consorzio attuale che gestisce il Rino è stato fondato con statuto datato 1901 (notaio Meneghezzi di Crema) e successivo regolamento del 1906 (notaio Carniti di Crema).

## Gli stemmi comunali
È da rilevare come l'importanza storica della roggia Rino abbia influenzato la realizzazione dello stemma del comune di Campagnola Cremasca: fu scelto agli inizi degli anni 2000 da un'apposita commissione al termine di un concorso (e avallato successivamente dall'ufficio araldico dello Stato) proprio perché una fascia ondulata in campo argento rappresentava questo corso d'acqua.
Anche lo stemma del comune di Capralba vi è indirettamente legato: il terzo semitroncato presenta una fascia a rappresentanza dei numerosi corsi d'acqua che attraversano il suo territorio, tra i quali il Rino ne è il più importante.

Lo stemma di Campagnola Cremasca
Lo stemma di Capralba

## Percorso
La roggia nasce presso alcuni fontanili posti nel territorio di Caravaggio, ricevendo acqua anche dalle rogge Volongo e Carnadecco, ma in antico era alimentato anche dalle acque provenienti dalle fosse della città bergamasca; dopo poche centinaia di metri, seguendo un percorso vagamente sinuoso, sconfina in provincia di Cremona e scorre parallelo al cosiddetto "Sentiero dei Livelli", una zona naturalistica.
Attraversa il margine orientale del centro storico di Capralba lungo la quale vi sorge un mulino (la cui ruota, tuttavia, non è originale) e prosegue verso mezzogiorno raggiungendo ed attraversando il centro di Campagnola Cremasca e l'antica strada provinciale Crema-Misano; presso l'abitato dà origine a due derivazioni, la roggia Rinetto e la roggia Fontana.
Dopo l'attraversamento di Santo Stefano in Vairano (frazione di Crema), all'approssimarsi dell'ottocentesco Canale Vacchelli devia verso est dando vita a un diversivo denominato "Canaletto", lungo poco più di un chilometro, realizzato negli anni trenta del XX secolo per portare acqua in eccesso nel Serio in prossimità della "Colonia Seriana".
La portata della roggia in stagione irrigua è pari a 1.300 l/s e serve un territorio di 1.268 ettari. La lunghezza è di circa 14,5 km.

## Il rapporto tra il Rino e la città di Crema

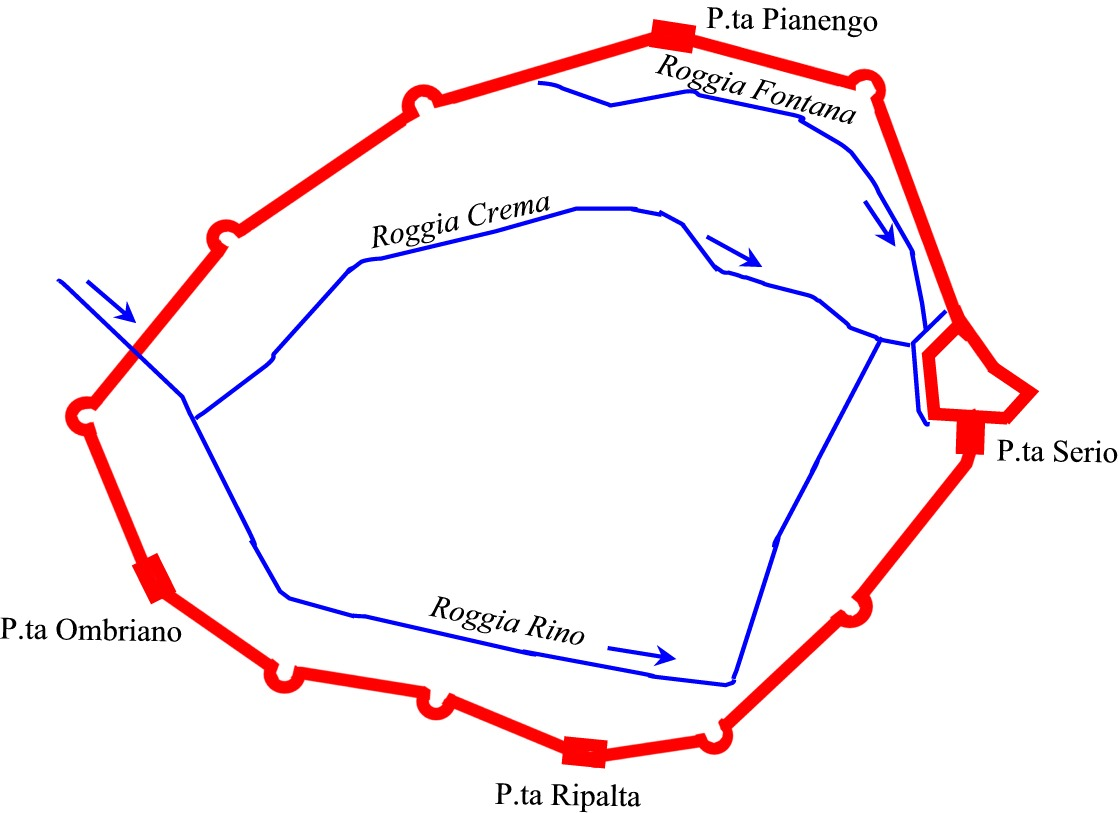
Schema delle rogge che attraversavano il centro storico di Crema

Come già detto, il Rino entrava nel centro storico cittadino creando un anello che manteneva il nome nel tracciato inferiore, mentre il ramo superiore prendeva il nome di Roggia Crema. Sembra che questo anello ricalchi il tracciato delle antiche fosse della città nelle dimensioni in cui si presentava al tempo dell'assedio del Barbarossa. Non è tuttavia escluso che vi siano state modifiche non documentate nel corso dei secoli.
Alcuni studi parrebbero stabilire che il tracciato della Roggia Crema sia di origine naturale e fluviale e la prova sarebbe il terreno su cui poggiano le costruzioni lungo il suo tracciato, fatto di sedimenti limosi di scarsa consistenza. Alcuni scavi hanno evidenziato che il terreno solido si trova a 9 metri di profondità, mentre la parte soprastante è formata da ingenti riporti di terra al fine di consolidarne le basi degli edifici.
Il Rino propriamente detto ha caratteristiche più artificiali, dovute a certe angolazioni ad angolo retto. Forse un tempo giunto in prossimità della chiesa di San Giacomo proseguiva verso il Serio e solo in un secondo tempo venne deviato verso nord.

### Tradizione e tracce toponomastiche

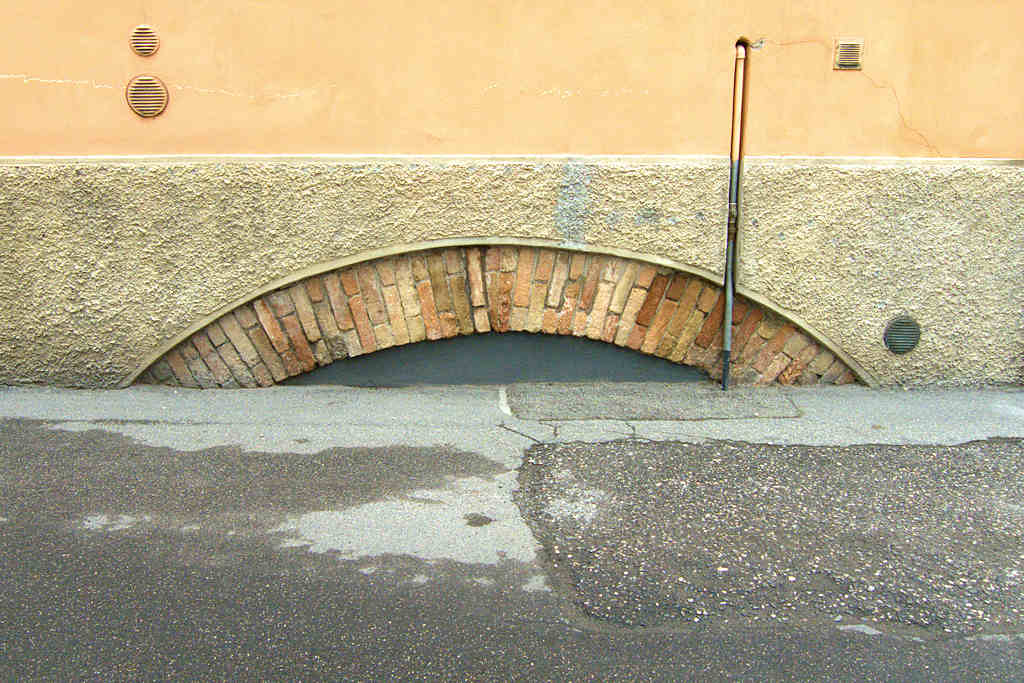
Arco sotto il quale passava la roggia Rino presso via Teresine

Le rogge sono state tombinate verso la metà del XX secolo, ma rimangono tracce toponomastiche e alcune note della tradizione orale:
- nei pressi di via Valera sopravvive un vicolo Rino;
- a ricordo della roggia Crema nella zona denominata Borgo San Pietro sopravvive una via Ponte della Crema;
- sempre in direzione del tracciato della roggia Crema esiste una via Ponte Furio;
- la via Verdi è nota oralmente come la via adré a l'aqua (la via lungo il corso d'acqua);
- uno slargo quasi improvviso tra via Pavesi, via Seminario e via Crocefissa di Rosa era noto come Cantù dal Fümì (cantone, angolo del fiumino): vi sorgeva un'opera idraulica che permetteva di convogliare l'acqua per macerare il lino.

## Galleria d'immagini

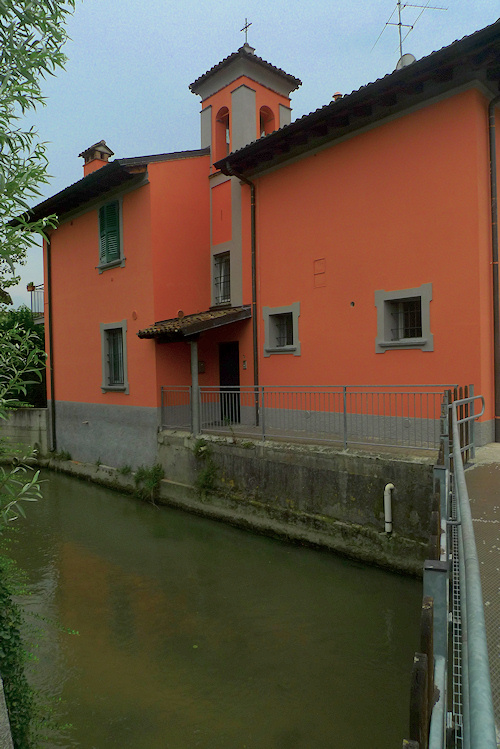
La roggia durante l'attraversamento di Campagnola Cremasca
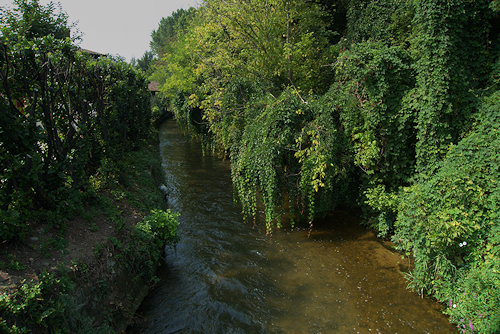
La roggia all'uscita di Campagnola Cremasca
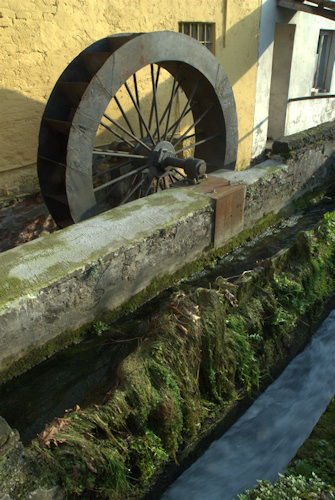
Un mulino lungo la roggia, nell'abitato di Capralba
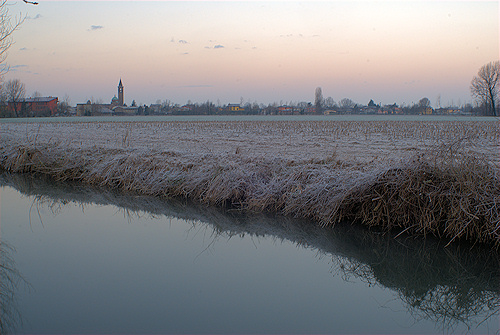
La roggia ripresa a monte dell'abitato di Capralba